# Michael Chertoff
Michael Chertoff, né le 28 novembre 1953 à Elizabeth (New Jersey), est un homme politique américain. Ancien juge de cour d'appel fédérale, membre du Parti républicain, il est secrétaire à la Sécurité intérieure entre 2005 et 2009 dans l'administration du président George W. Bush.

## Biographie

### Enfance et études
Né dans une famille juive le 28 novembre 1953, à Elizabeth (New Jersey), Michael Chertoff est un fils de rabbin.
Il sort diplômé en droit de l'université Harvard en 1978.

### Carrière juridique
Michael Chertoff travaille pour différents juges puis pour un cabinet d'avocats, Latham & Watkins à partir de 1980.
En 1983, le procureur du district méridional de l'État de New York, Rudolph Giuliani, l'engage comme substitut pour travailler sur des dossiers concernant la mafia ou des cas de corruption politique.
En 1987, Michael Chertoff rejoint le cabinet du procureur de l'État du New Jersey. En 1990, le président des États-Unis George Bush le nomme procureur fédéral de l'État du New Jersey.

### Carrière politique
En 1993, le nouveau président Bill Clinton le maintient à son poste, sur les recommandations du sénateur démocrate Bill Bradley. Il sera le seul procureur fédéral qui ne sera pas remplacé par la nouvelle administration démocrate.
En 1994, il rejoint en tant qu'associé son ancien employeur Latham & Watkins.
En dépit de ses amitiés démocrates, il est conseiller spécial pour la commission judiciaire du Sénat, lors de l'enquête sur le scandale Whitewater, impliquant notamment Bill et Hillary Clinton. En 2003, jugée par certains observateurs rancunière[réf. nécessaire], la sénatrice Hillary Clinton votera contre la nomination de Michael Chertoff en tant que juge fédéral, pour protester contre son mauvais comportement durant l'affaire Whitewater.
En 2000, conseiller spécial à la commission judiciaire du Sénat du New Jersey, Michael Chertoff s'implique pour la première fois réellement en politique en levant des fonds pour la candidature de George W. Bush et quelques autres candidats du Parti républicain, pour l'élection présidentielle qui a lieu la même année.
De 2001 à 2003, il dirige la division criminelle du département de la justice, lançant la procédure contre Zacarias Moussaoui, suspecté de terrorisme et lié aux attentats du 11 septembre 2001. Il lance également une procédure judiciaire contre la firme Arthur Andersen, pour destruction de documents liés à l'affaire Enron. C'est également à ce poste qu'il participe à la mise au point de la stratégie de guerre contre le terrorisme, concernant notamment la détention de milliers d'immigrants du Moyen-Orient[réf. nécessaire].
Le 5 mars 2003, il est nommé à la Cour d'appel des États-Unis pour le troisième circuit et est confirmé le 9 juin par le Sénat par 88 voix contre celle d'Hillary Clinton.

#### Secrétaire à la Sécurité intérieure des États-Unis
Le 11 janvier 2005, après que Bernard Kerik ait du décliner la proposition du président Bush pour occuper le poste de secrétaire à la Sécurité intérieure en remplacement de Tom Ridge, c'est Michael Chertoff qui est choisi pour cette fonction.
Le 1er février 2005, Michael Chertoff devient le deuxième secrétaire à la Sécurité intérieure des États-Unis. Il est confirmé par le Sénat américain le 15 février, par 98 votes pour et aucun vote contre. Il prête serment le même jour.
L'épreuve de l'ouragan Katrina
À la fin du mois d'août 2005, l'ouragan Katrina ravage les États américains de Louisiane, du Mississippi et dans une moindre mesure, de l'Alabama. Le département de la Sécurité intérieure étant compétent en matière de grande catastrophe naturelle, Michael Chertoff, est alors montré du doigt pour la lenteur des secours dont il a la charge au niveau fédéral.
C'est cependant sur le manque de moyens mis en œuvre, notamment par la Louisiane que Michael Chertoff se défausse, mettant au premier plan l'inextricable enjeu des pouvoirs, compétences et responsabilités entre les pouvoirs locaux et le gouvernement national au sein d'un État fédéral.